# 1950 na rádio
Nesta página encontrará referências aos acontecimentos directamente relacionados com a rádio ocorridos durante o ano de 1950.

## Nascimentos
| Data          | Nome           | Profissão                     | Nacionalidade | Observações | Ref |
| ------------- | -------------- | ----------------------------- | ------------- | ----------- | --- |
| 4 de novembro | António Macedo | jornalista e locutor de rádio | Portugal      |             |     |
| ??            | António Sérgio | locutor e realizador de rádio | Portugal      | m. 2009     |     |

## Mortes
| Data | Nome | Profissão | Nacionalidade | Observações | Ref |
| ---- | ---- | --------- | ------------- | ----------- | --- |